# ExpoGuaçu
A ExpoGuaçu é uma maratona de eventos realizada anualmente na cidade de Mogi Guaçu, sendo considerada uma das maiores do interior do estado. O evento inclui parque de diversões, tendas de baladas, apresentações de rodeio e shows. É organizado na cidade desde 2000.

## Edição de 2009
Em 2009, cantores como Édson e Hudson, O Rappa compareceram ao evento. O show em que houve mais polêmica foi o da cantora Cláudia Leitte. No meio da música, uma pessoa que estava na arena jogou areia no baixista, Allan Moraes, que estava tocando. Vendo o ocorrido, Cláudia parou o show e ordenou com que os seguranças tirassem a pessoa de lá, dizendo que ela "não fazia questão da presença desta pessoa em seu show". Logo após, continuou sua apresentação normalmente.

## Edição de 2010
Na edição de 2010, que ocorreu entre 8 e 18 de abril, o público estimado foi de 120.000 pessoas. Os cantores presentes foram: Jorge e Mateus, João Bosco e Vinícius, Ivete Sangalo, Latino, Bruno e Marrone, Edson e Você e Victor & Leo.

## Fonte
- Site oficial da ExpoGuaçu